# 螺原体科
螺原体科（学名：Spiroplasmataceae）为虫原体目的一科细菌。该科的模式属为螺原体属（Spiroplasma）。
螺原体科是昆虫浆体目中的两个科之一。该科包含一个属，即螺原体属，其成员通常与节肢动物或植物宿主相关。螺原体物种可以追溯到共同的祖先；然而，这个谱系还包括非螺旋状的昆虫浆体、中浆体和支原体组（支原体）后代。螺原体细胞的特征是它们的螺旋形状，这在指数生长期最常见，并且它们没有细胞壁。它们具有运动能力，因为有一种独特的线性马达，可以进行旋转、弯曲和平移运动。这些富含 AT 的生物体（24–31 mol% G+C）的基因组大小范围为 780 至 2,220 kbp，通常大面积重复序列中含有病毒序列。螺原体是化学有机营养型，通常通过磷酸烯醇式丙酮酸依赖性糖转移酶系统发酵葡萄糖。大多数菌株需要富含培养基进行初始分离和/或维持，并且所有螺原体均对青霉素具有抗性。温度范围（5–41 °C）、最佳生长温度和倍增时间因物种而异。由于具有运动能力，菌落呈弥散状，大小从0.1毫米到4.0毫米不等。历史上，螺原体分类依赖于表面血清学作为DNA-DNA杂交试验的替代方法，已报道了49个血清群和15个亚群。由于并非所有血清群/亚群类型的菌株都已完全鉴定，因此总共描述了38种螺原体。大多数宿主关系是共生的，但也报道了互利共生和致病性的病例。例如，螺原体感染可导致柑橘顽固病、玉米矮化病、性别比例失调和蜜蜂死亡；在实验条件下，螺原体对哺乳期啮齿动物和/或鸡胚具有致病性。

## 属
- 螺原体属 Spiroplasma Saglio et al., 1973